# Tête de cuvée

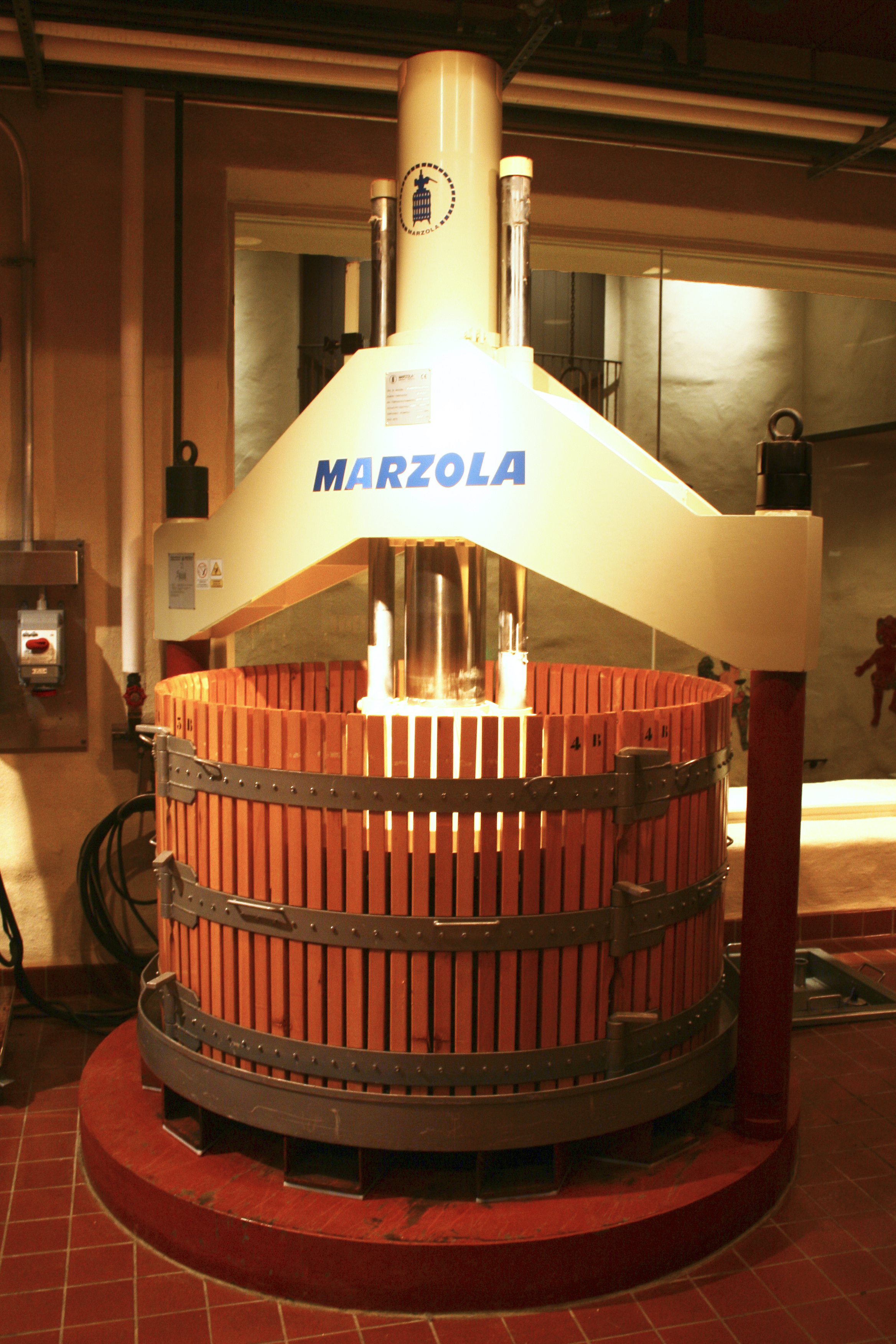
Wijnpers

Tête de cuvée (ook wel tête de vin) is een begrip uit de oenologie, de hulpwetenschap die zich met de wijn en het procedé van de wijnfabricage bezighoudt. Vooral in de wijngaarden van de Bourgogne en Champagne wordt het begrip gebruikt om de beste druiven van de oogst mee aan te duiden. Men ziet het ook op de etiketten van de Sauternes.
Letterlijk betekent "tête de cuvée" "het beste van het vat". Een "cuve" is in het Frans een vat, met "cuvée" wordt de inhoud van het vat aangeduid maar het betekent soms ook wel de opbrengst van een specifieke wijngaard.
Wanneer op een etiket van een wijnfles de woorden "tête de cuvée" of "Tête de Cuvée" staan dan houdt dat in dat de wijn van de beste druiven werd gemaakt. De omstandigheden waaronder de druiven zijn geplukt zijn van belang voor de kwaliteit omdat het weer en ongewenste oxidatie, vooral van de chardonnaydruiven, het uiteindelijke product van de vinificatie beïnvloeden.
Ook de aanduidingen cuvée supérieure en cuvée royale komen wel voor.
Het begrip "tête de cuvée" is niet beschermd. De aanduiding "Tête de Cuvée" kan ook slaan op de beste, zorgvuldig verwerkte druiven van de oogst. Juridisch heeft het begrip in Frankrijk geen bescherming gekregen. Het wordt door wijnproducenten weinig gebruikt. Ook de cuvée de prestige van een huis kan als "tête de Cuvée" worden aangeduid.

## Champagne

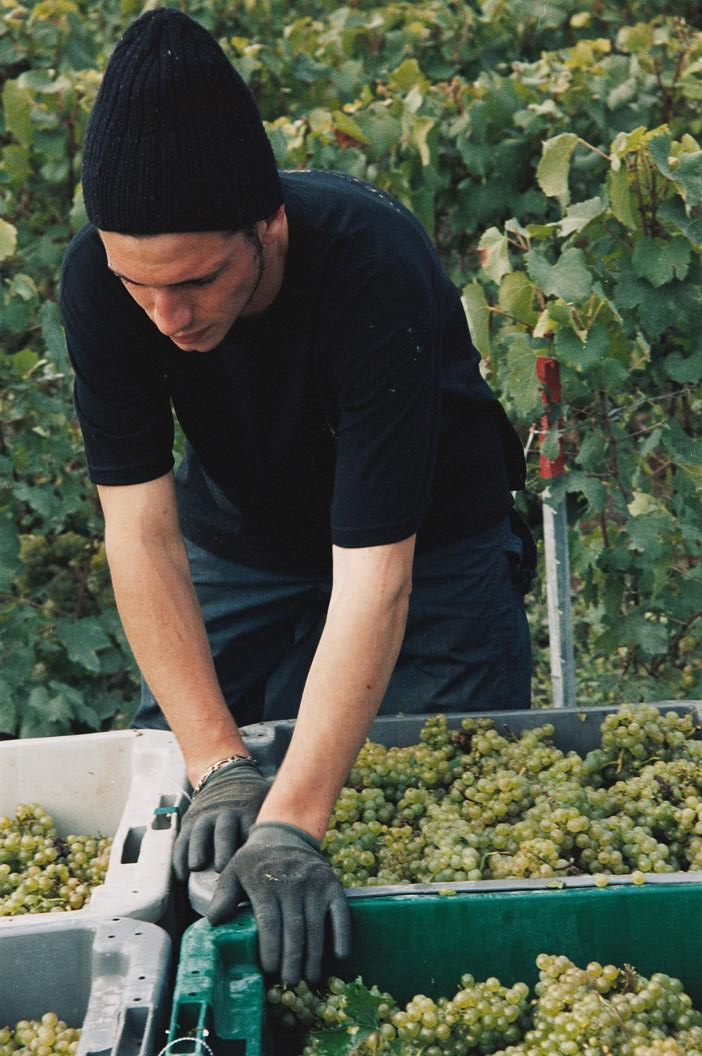
De chardonnay wordt geoogst

De grote champagnehuizen bezitten op verschillende locaties in het door de Appellation d'Origine Contrôlée champagne beschermde gebied hun eigen persen of vendangeoirs. De champagnehuizen kopen hun druiven in van duizenden kleine wijnboeren.
In de Champagne wordt tijdens het persen alleen het eerste gedeelte van de persing gebruikt. De eerste persing, de "cuvée" die 2050 liter most uit 4000 kilo druiven mag opleveren zal door de grote champagnehuizen worden gebruikt. Het tweede deel van de persing, goed voor nog eens 500 liter most wordt de taille genoemd. Dit mindere most bevat minder zuren en meer van de in champagne niet gewenste tannine en wordt wel verkocht of geruild. Het vindt zijn weg naar de minder goede champagnekelders en wordt gebruikt voor ratafia, marc de champagne of azijn.
Men kan er minder goede champagnes mee maken, maar in een brut sans année, een droge champagne, kan de taille moeilijk worden gebruikt omdat de ongewenste tannine in champagnes met extra suiker in de liqueur d'expédition moet worden gemaskeerd.
De taille van de chardonnay is soms wél goed bruikbaar omdat deze rijker aan suikers is en minder zuur is dan de cuvée van deze druiven. Het huis Louis Roederer gebruikt bij de assemblage van champagne ook de taille van de chardonnay, andere huizen doen dat niet. Charles Heidsieck en De Venoge zijn gestopt met het gebruiken van de taille.